# 소말리어
소말리어(소말리어: Af soomaali, 아랍어: الصومالية)는 소말리족의 언어로 아프리카아시아어족의 쿠시어파에 속한다. 소말리족의 주된 거주지인 아프리카 동부의 "아프리카의 뿔", 즉 소말리아, 에티오피아, 지부티, 케냐 북동부에서 사용된다. 그러나 내전에 의해 소말리어 사용자가 다른 지역에 피신했기 때문에 정확한 사용자 수는 불분명하다. 중동, 유럽, 북미, 오스트레일리아의 이민을 포함해서 1500만에서 2100만 명의 사용자가 있다고 추정된다.
소말리어는 소말리아의 공용어이며, 에티오피아에서도 소말리주 지역의 다수 언어이자 국가의 여러 공용어 중 하나이다. 지부티에서도 비공식적인 국어의 지위를 가지고 있으며 케냐에서는 공인된 지역 소수언어이다. 소말리어의 표기에는 오늘날 공식적인 라틴 문자 체계가 주로 쓰이지만 전통적으로 아랍계 문자나 오스마냐 문자 등 토착의 표기 체계도 쓰여 왔다.

## 표기
소말리아어는 라틴 문자나 오스마냐 문자로 표기한다. 현대에는 라틴 문자만 공용어로 채택되면서 오스마냐 문자는 거의 사용되지 않고 있다. 
소말리어 알파벳:

', B, T, J, X, KH, D, R, S, SH, DH, C, G, F, Q, K, L, M, N, W, H, Y, A, E, I, O, U.
- ' - /ʔ/
- J - /tʃ/
- X - /ħ/
- KH - /χ/
- SH - /ʃ/
- DH - /ɖ/
- C - /ʕ/
- Q - /G/
- W - /w/ 또는 이중모음의 두 번째 요소
- Y - /j/ 또는 이중모음의 두 번째 요소
- A - /æ/ 또는 /ɑ/
- E - /e/ 또는 /ɛ/
- I - /i/ 또는 /ɪ/
- O - /ɞ/ 또는 /ɔ/
- U - /ʉ/ 또는 /u/